# Добре дошли в Трудни времена
„Добре дошли в Трудни времена“ (на английски: Welcome to Hard Times) е уестърн на режисьора Бърт Кенеди, който излиза на екран през 1967 година.

## Сюжет
Трудни времена е името на градче в безплодните хълмове на територия Дакота. Един ден в градчето пристига един от безразсъдните социопати, които скитат из Запада, за да убиват, изнасилват и грабят. Когато той приключва и си заминава, от Трудни Времена са останали пушещи дъски и греди. Кметът Блу прибира при себе си двама оцелели - момчето Джими и проститутката Моли, която е пострадала ужасно. Блу започва, доколкото може, да възстановява градчето, и приветства с радост всеки нов заселник, докато Моли копнее за отмъщение и очаква завръщането на разбойника.

## В ролите
| Актьор        | Роля               |
| ------------- | ------------------ |
| Хенри Фонда   | Уил Блу            |
| Дженис Рул    | Моли Риърдън       |
| Кийън Уин     | Зар                |
| Джанис Пейдж  | Ада                |
| Джон Андерсън | Езра и Исак Мейпъл |
| Уорън Оутс    | Лео Дженкс         |
| Фей Спейн     | Джеси              |
| Едгар Бюкенън | Браун              |
| Алдо Рей      | Човек от Боди      |
| Денвър Пийл   | Алфи               |